# Júlio Botelho Moniz
Júlio Carlos Alves Dias Botelho Moniz (* 12. Oktober 1900 in Lissabon, Königreich Portugal; † 30. September 1970 in Lissabon) war ein portugiesischer General während des Estado Novo. Er leitete im April 1961 einen gegen António de Oliveira Salazar gerichteten Staatsstreich.

## Herkunft und Familie
Júlio Carlos Alves Dias Botelho Moniz wurde als zweiter Sohn des Ehepaares José Carlos Botelho Moniz (1869–1941) und Maria Carlota Alves Dias (1872–1977) in Lissabon geboren. Er heiratete die Schwester des Generals der Luftstreitkräfte Venâncio Augusto Deslandes (1909–1985), Maria Gabriela Rodrigues Deslandes (1907–2003), die ihm drei Töchter und einen Sohn gebar.
Sein Bruder Jorge Augusto Alves Dias Botelho Moniz war ebenfalls ein General des Estado Novo.

## Werdegang
Botelho Moniz besuchte das Militärkollegium und absolvierte 1918 erfolgreich einen Artilleriekurs.
Im Jahr 1926 befürwortete er die Ausrufung des Estado Novo in Portugal. Er wurde 1938 im Range eines Oberstleutnants in den Generalstab berufen, in dessen Auftrag er zu Beginn des Zweiten Weltkrieges die politische und militärische Entwicklung in Deutschland beobachtete. Außerdem führte er von 1940 bis 1943 Beobachtungsmissionen an der Ostfront aus und im Jahr 1943 nahm er an den Verhandlungen teil, die zur Stationierung der US-Streitkräfte auf den Azoren führte.
Vom 6. September  1944 bis 4. Februar 1947 amtierte Botelho Moniz als Innenminister in der Regierung von António de Oliveira Salazar. Er war seit dem Inkrafttreten der Verfassung von 1933 der erste Militärangehörige in diesem Amt, das er infolge der Unzufriedenheit regionaler und lokaler Machthaber aufgeben musste. Salazar bot ihm daraufhin das Amt des Kolonialministers an, das er ablehnte. Stattdessen übernahm Botelho Moniz von 1947 bis 1950 die Funktion des Militär-Attachés in Madrid und von 1950 bis 1951 die des Militär-Attachés in Washington, D.C.
Im Jahr 1952 fungierte Botelho Moniz als Inspektor der ersten Artillerieinspektion, ein Jahr später folgte seine Ernennung zum Stellvertretenden Staatssekretär für Nationale Verteidigung und zum Mitglied des Übersee-Rates. Am 3. Februar 1953 wurde Júlio Botelho Moniz zum General befördert und am 3. März 1955 zum Chef des Generalstabs der portugiesischen Streitkräfte (CEMGFA) ernannt.
Am 14.  August 1958 folgte er Fernando dos Santos Costa als Verteidigungsminister. Als Staatssekretäre hatte er die späteren Generale Afonso de Magalhães de Almeida Fernandes und Francisco da Costa Gomes eingestellt. Das Offizierskorps erwartete vom neuen Verteidigungsminister die Aufhebung der strengen Gesetzgebung zur Eheschließung von Angehörigen des Militärs.

## Staatsstreich
Als Verteidigungsminister führte er im April 1961 den erfolglosen Staatsstreich an, der später Golpe de Botelho Moniz (Botelho-Moniz-Putsch) genannt wurde. Botelho Moniz versuchte, in Zusammenarbeit mit dem ehemaligen Präsidenten der Republik Craveiro Lopes und anderen Persönlichkeiten, Salazar abzusetzen. Neben der Unterstützung führender Vertreter des Regimes hatte er Verbindungen mit Teilen der Unión Liberal Republicana und Anhängern der Opposition gegen das Regime, unter denen sich die Leutnante Moreira Lopes, Mário Pessoa, David Neto und Carvalho da Silva befanden.
Ursache des Staatsstreiches war die innerhalb der Elite des Regimes bestehende Uneinigkeit über die unnachgiebige Haltung der portugiesischen Regierung in der Frage der Entkolonialisierung. Der unmittelbare Anlass für den Staatsstreichversuch waren die Forderungen der Alliierten, insbesondere der Vereinigten Staaten von Amerika, Portugal solle das Recht der Selbstbestimmung seiner überseeischen Gebiete im Rahmen der globalen Bewegung der Selbstbestimmung der Völker anerkennen.
Júlio Botelho Moniz, der nach dem Sieg der Alliierten im Zweiten Weltkrieg in die intellektuelle Elite des Regimes aufstieg, lehnte die offizielle Position der Regierung zur Entkolonialisierung ab. Zugleich kritisierte er die Stagnation in der politischen und gesellschaftlichen Entwicklung, die er als Ursache für die Schwierigkeiten bei der erst 1955 erfolgten Aufnahme Portugals in die Vereinten Nationen ansah. Außerdem musste sich Portugal scharfen Kritiken ihrer Verbündeten stellen. Stellvertretend für die isolierte außenpolitische Stellung Portugals steht die öffentliche Unterstützung  des Vorsitzenden der UPA/FNLA (Union of Peoples of Angola/Frente Nacional da Libertação de Angola) Holden Roberto durch den seit 1959 amtierenden US-amerikanischen Senator John F. Kennedy, die dieser seit Januar 1961 als Präsident der Vereinigten Staaten von Amerika als offizielle Politik fortsetzte.
Botelho Moniz verlor nach dem Scheitern des Staatsstreiches am 13. April 1961 sein Amt als Verteidigungsminister. Er verfasste danach einige Arbeiten zu kolonialen Fragen und Strategie. Das sture Festhalten des Regimes an seine Kolonien und die langjährigen Kolonialkriege in Angola, Moçambique oder Guinea-Bissau führten am 25. April 1974 zur Nelkenrevolution, die die Demokratisierung Portugals einleitete.

## Ehrungen
- 1960: Großkreuz der Bundesrepublik Deutschland
- 1928, 1940, 1944, 1951: Ritter, Offizier, Komtur bzw. Großoffizier des Ritterordens von Avis
- 1944, 1947: Komtur bzw. Großkreuz des Christusordens
- 1944: Komtur des Ordens des heiligen Jakob vom Schwert
- 1961: Großkreuz des Ordens des Infanten Dom Henrique